# M-50 155 mm
M-50 155 mm – izraelska haubica samobieżna powstała w 1965 roku poprzez zamontowanie francuskiej haubicy M-50 na podwoziu czołgu M4 Sherman.
Powstanie haubicy samobieżnej M-50 było odpowiedzią na rosnące zapotrzebowanie w Siłach Obronnych Izraela na mobilne wsparcie artyleryjskie na przełomie lat 50. i 60. XX wieku. Dowództwo uznało, że stacjonarna artyleria jest niewystarczająca w zmieniających się warunkach ówczesnego pola bitwy. Wobec tego postanowiono wykorzystać posiadane czołgi Sherman, usunąć z nich wieżę oraz część konstrukcji i w to miejsce zamontować haubice francuskiej produkcji M-50.
Haubica M-50 miała maksymalny zasięg ostrzału ok. 23 km. Kaliber 155 mm pozwalał strzelać 45 kilogramowymi pociskami odłamkowo-burzącymi, przeciwpiechotnymi, dymnymi, kasetowymi i oświetlającymi. Szybkostrzelność haubicy wynosiła 3 strz./min. W skład załogi wchodziło 8 osób.
Masa M-50 wynosiła 34 tony, a pojazd mógł poruszać się z maksymalną prędkością 45 km/h.
M-50 wykorzystywane były w trakcie wojny sześciodniowej, wojny na wyczerpanie oraz wojny Jom Kipur. Najsłynniejszą akcją, w jakiej M-50 brały udział, była operacja Awuka, izraelskim odwecie na Egipcie za zatopienie niszczyciela „Ejlat”. W jej trakcie ostrzelano port oraz strefę przemysłową miasta Suez.

## Galeria

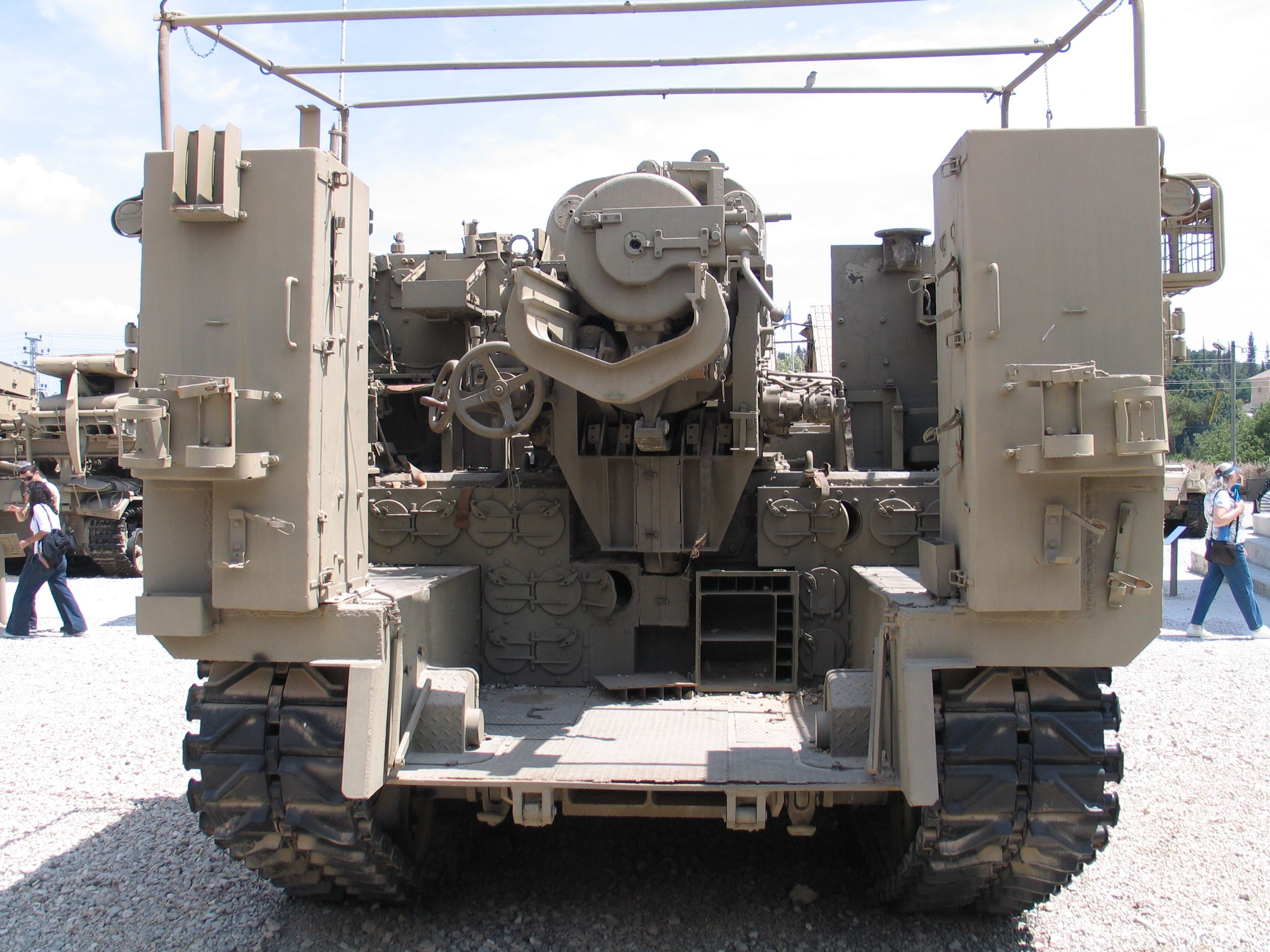
Przedział dla obsługi haubicy
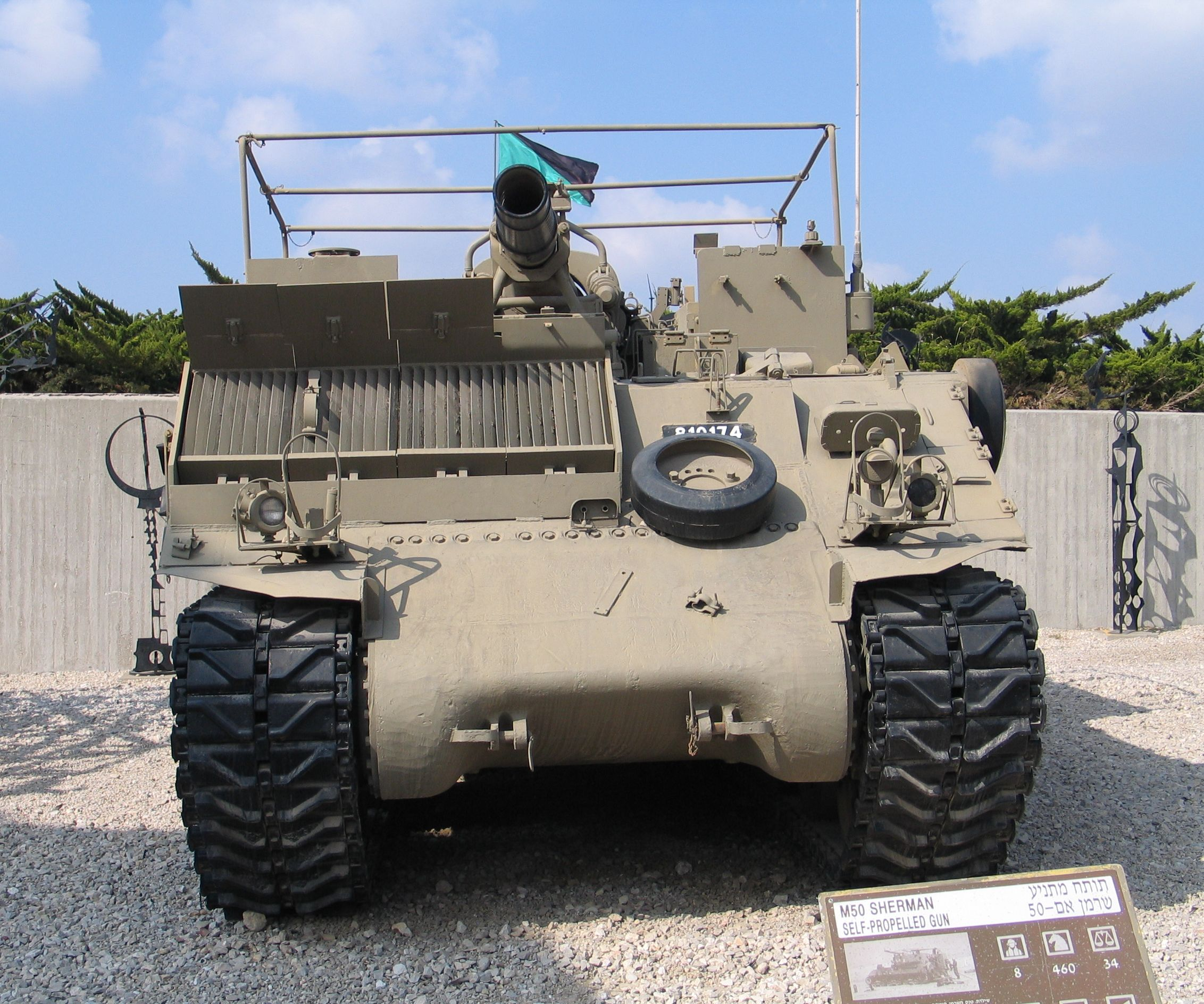
Przód M-50
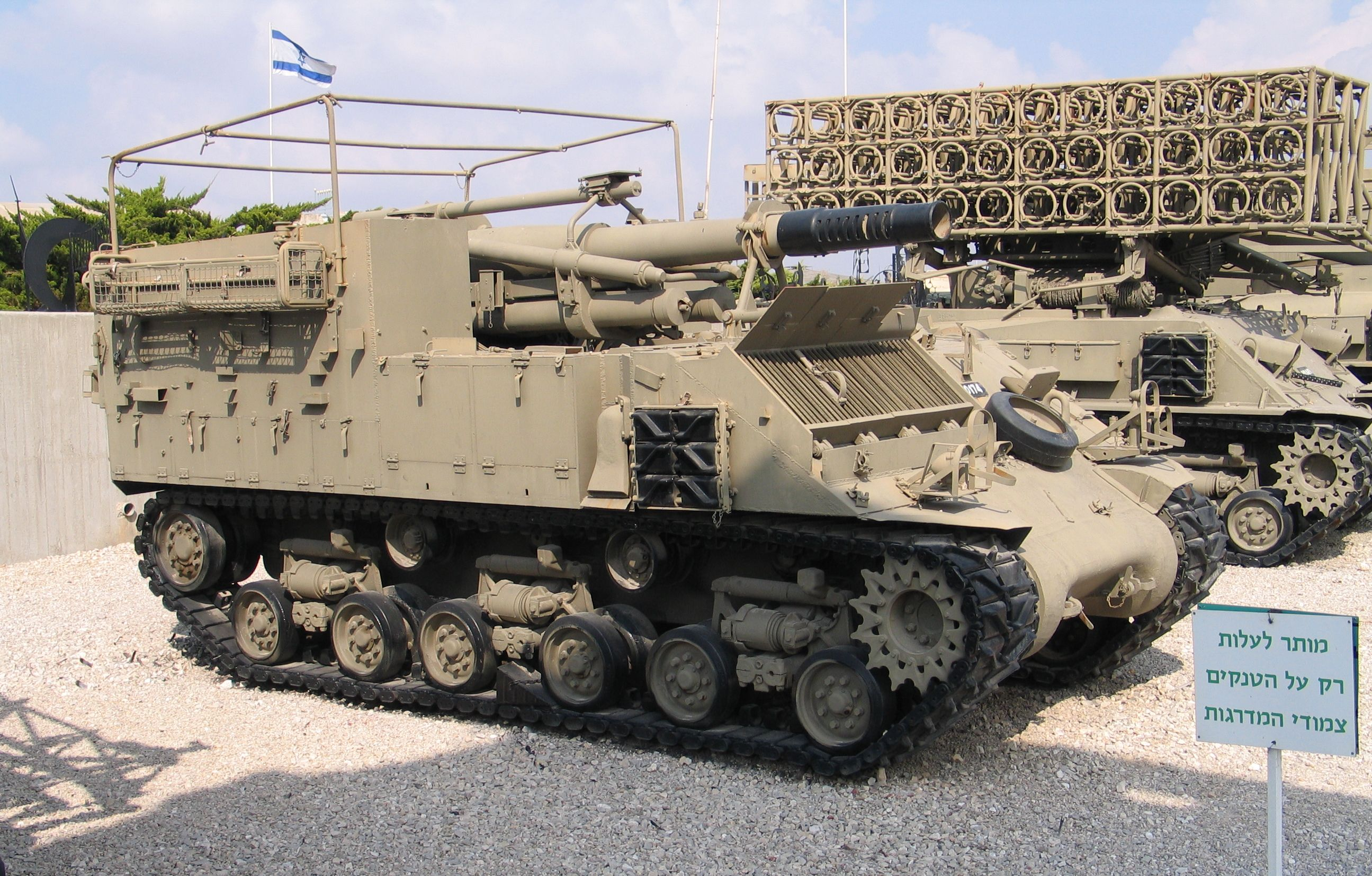
Prawy bok M-50
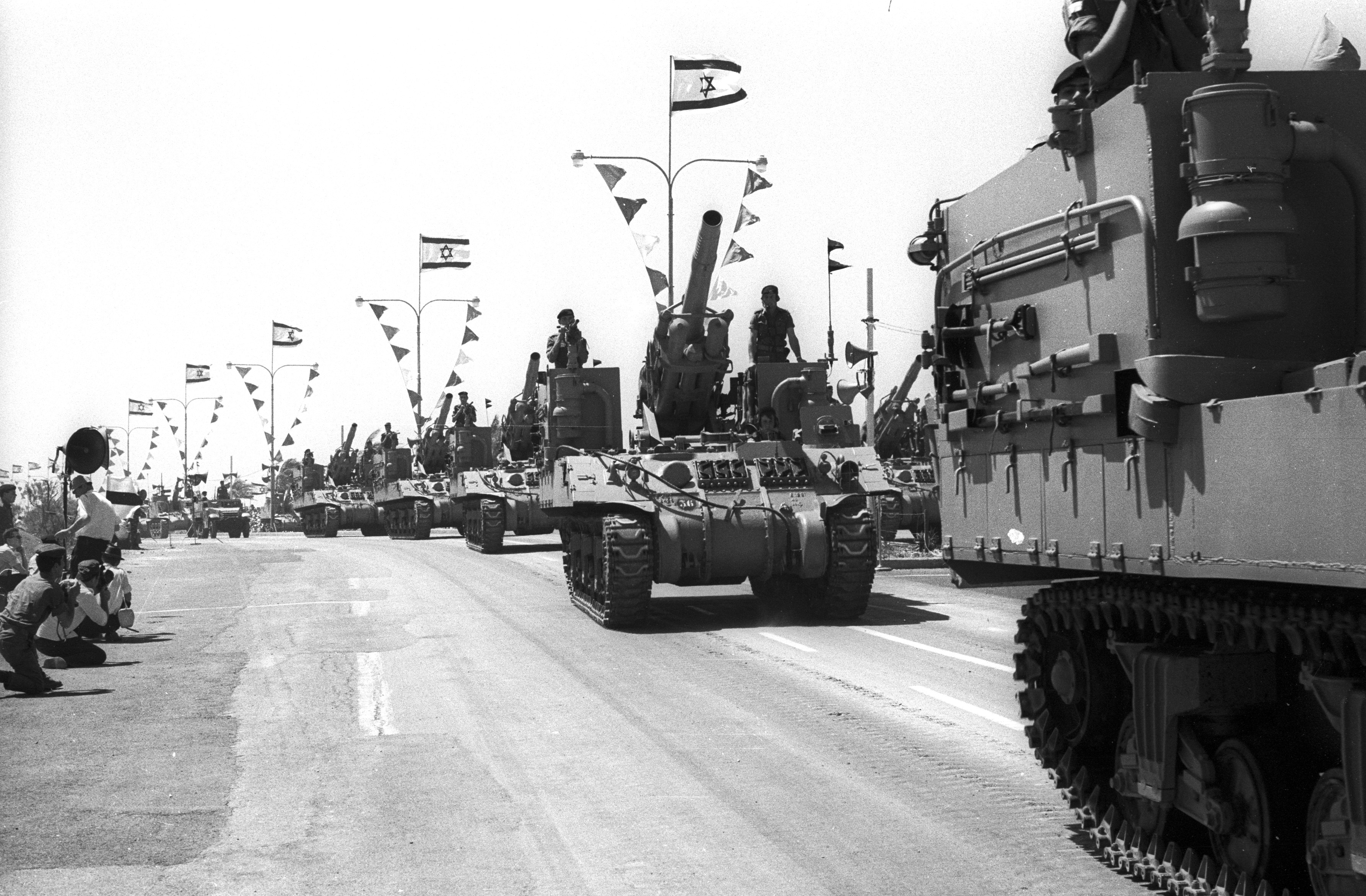
Haubice samobieżne M-50 na paradzie
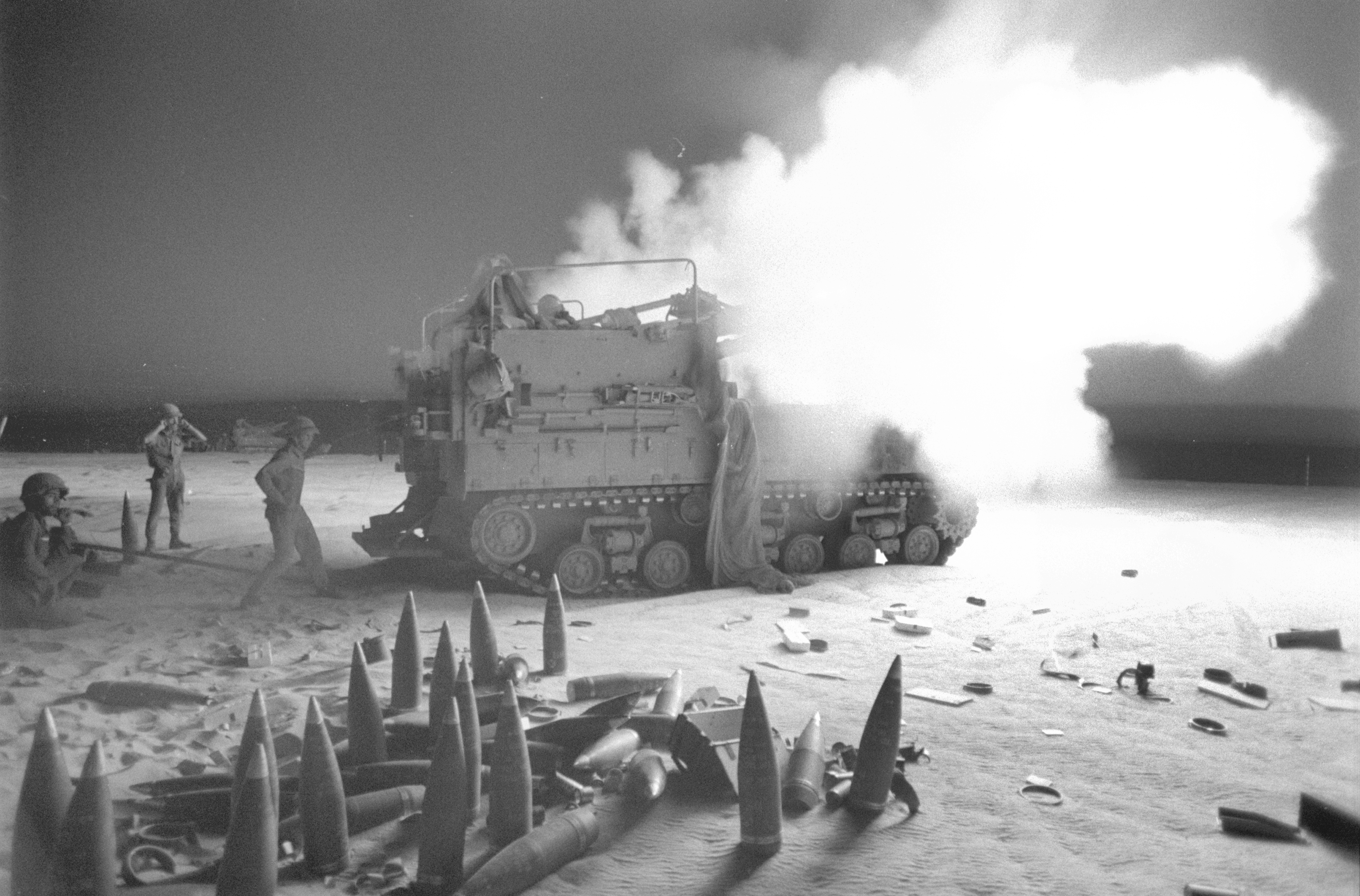
Wystrzał z M-50